# 氟磺酸氟
氟磺酸氟，化学式 FSO3F，形式上是氟的氟磺酸盐，但其中的氟并不是以阳离子形式存在的。

## 制备
氟磺酸氟可以由三氧化硫和氟气在 200 °C 下反应而成。
{\displaystyle {\ce {SO3 + F2 -> FOSO2F}}}

## 性质
氟磺酸氟是一种强氧化剂，可能爆炸。
它和碱反应，产生氟磺酸盐、氟化物、水和氧气。
{\displaystyle {\ce {FSO3F + 2 OH- -> SO3F- + F- + H2O + 1/2O2}}}
它和碘化钾反应，形成氟磺酸钾、氟化钾和碘。
{\displaystyle {\ce {FSO3F + 2 KI -> KSO3F + KF + I2}}}